# Saotomea
Saotomea là một chi ốc biển, là động vật thân mềm chân bụng sống ở biển trong họ Volutidae.

## Các loài
Các loài thuộc chi Saotomea bao gồm:
Phân chi Saotomea (Bondarevia) Bail & Chino, 2009
- Saotomea minima (Bondarev, 1994)[2]

Phân chi Saotomea (Saotomea) Habe, 1943
- Saotomea delicata (Fulton, 1940)[3]
- Saotomea hinae Bail & Chino, 2010
- Saotomea pratasensis Lan, 1997[4]
- Saotomea solida Bail & Chino, 2000[5]